# Partido Nacional de Nueva Zelanda
El Partido Nacional de Nueva Zelanda (PNNZ) es un partido político conservador  de Nueva Zelanda. Fue fundado el 14 de mayo de 1936 en Thorndon Quay, Welington.

## Ideología
Actualmente el Partido Nacional aboga por la reducción de impuestos, reducción de los pagos por beneficios sociales para impulsar el libre comercio, mantenimiento de las alianzas de seguridad tradicionales y fin de los llamados privilegios para los maoríes. La política del partido, expresada en sus documentos, incluye un compromiso de duplicar el crecimiento económico de Nueva Zelanda, de limitar el número de personas que reciben beneficios sociales para darlos a los que realmente los necesitan, de buscar la solución definitiva a los reclamos concernientes al  Tratado de Waitangi.

## Líderes parlamentarios
1. George Forbes* (1936)
2. Adam Hamilton (1936 - 1940)
3. Sidney Holland* (1940 - 1957)
4. Keith Holyoake* (1957 - 1972)
5. Jack Marshall* (1972 - 1974)
6. Robert Muldoon* (1974 - 1984)
7. Jim McLay (1984 - 1986)
8. Jim Bolger* (1986 - 1997)
9. Jenny Shipley* (1997 - 2001)
10. Bill English (2001 - 2003)
11. Don Brash (2003 - 2006)
12. John Key* (2006 - 2016 )
13. Bill English* (2016 - 2018)
14. Simon Bridges (2018 - 2020)
15. Todd Muller (2020)
16. Judith Collins (2020 - 2021)
17. Christopher Luxon (2021 - presente)

Los líderes con * fueron primeros ministros.

## Resultados electorales
| Año  | Votos   | %     | Resultado | +/- | Gobierno  |
| ---- | ------- | ----- | --------- | --- | --------- |
| 1938 | 381 081 | 40,30 | 25/80     |     | Oposición |
| 1943 | 402 887 | 42,78 | 34/80     | 9   | Oposición |
| 1946 | 507 139 | 48,43 | 38/80     | 4   | Oposición |
| 1949 | 556 805 | 51,88 | 46/80     | 8   | Gobierno  |
| 1951 | 577 630 | 53,99 | 50/80     | 4   | Gobierno  |
| 1954 | 485 630 | 44,27 | 45/80     | 5   | Gobierno  |
| 1957 | 511 699 | 44,21 | 39/80     | 6   | Oposición |
| 1960 | 557 046 | 47,59 | 46/80     | 7   | Gobierno  |
| 1963 | 563 875 | 47,12 | 45/80     | 1   | Gobierno  |
| 1966 | 525 945 | 43,64 | 44/80     | 1   | Gobierno  |
| 1969 | 605 960 | 45,22 | 45/84     | 1   | Gobierno  |
| 1972 | 581 422 | 41,50 | 32/87     | 13  | Oposición |
| 1975 | 763 136 | 47,59 | 55/87     | 23  | Gobierno  |
| 1978 | 680 991 | 39,82 | 51/92     | 4   | Gobierno  |
| 1981 | 698 508 | 38,77 | 47/91     | 4   | Gobierno  |
| 1984 | 692 494 | 35,89 | 37/95     | 10  | Oposición |
| 1987 | 806 305 | 44,02 | 40/97     | 3   | Oposición |
| 1990 | 872 358 | 47,82 | 67/97     | 27  | Gobierno  |
| 1993 | 673 892 | 35,05 | 50/99     | 17  | Gobierno  |

### Desde 1996 (sistema mixto)
| Año  | Votos por electorados | %     | Votos por lista | %     | Resultado | +/- | Gobierno             |
| ---- | --------------------- | ----- | --------------- | ----- | --------- | --- | -------------------- |
| 1996 | 699 073               | 33,91 | 701 315         | 33,84 | 44/120    | 6   | Gobierno (coalición) |
| 1999 | 641 361               | 31,92 | 629 932         | 30,50 | 39/120    | 5   | Oposición            |
| 2002 | 609 458               | 30,54 | 425 310         | 20,93 | 27/120    | 12  | Oposición            |
| 2005 | 902 874               | 40,38 | 889 813         | 39,10 | 48/121    | 21  | Oposición            |
| 2008 | 1 072 024             | 46,60 | 1 053 398       | 44,93 | 58/122    | 10  | Gobierno en minoría  |
| 2011 | 1 027 696             | 47,31 | 1 058 636       | 47,31 | 59/121    | 1   | Gobierno en minoría  |
| 2014 | 1 081 787             | 46,08 | 1 131 501       | 47,04 | 60/121    | 1   | Gobierno en minoría  |
| 2017 | 1 114 367             | 44,05 | 1 152 075       | 44,45 | 56/120    | 4   | Oposición            |
| 2020 | 963 845               | 34,13 | 738 275         | 25,58 | 33/120    | 23  | Oposición            |
| 2023 | 984 148               | 44,66 | 878 288         | 38,95 | 48/123    | 15  | Gobierno (coalición) |